# Ash (mitología egipcia)
Ash (o Sha, según la época) es el dios egipcio del Desierto Occidental (Sáhara), incluyendo sus oasis, protector de los libios. Su forma suele ser humana, aunque a veces es representado como un halcón, o con cabeza de halcón (al igual que Horus). 
Desde al menos la Segunda Dinastía, Ash toma la iconografía de Seth, apareciendo a veces representado incluso con su cabeza. Este fenómeno se intensificó probablemente porque Ash era una deidad originaria de Ombos (en el norte de Egipto), donde luego Seth se convirtió en la deidad principal, integrándolo en su mito.
En la mitología egipcia es citado en la fórmula XCV del Libro de los Muertos.